# Nicksoen Gomis
Nicksoen Gomis (Évreux, 15 marzo 2002) è un calciatore francese, difensore del Toronto FC.

## Carriera

### Club
Ha iniziato a giocare a calcio nell'Évreux FC 27 per poi entrare a far parte del settore giovanile dello Sheffield Utd nel 2018. Nell'ottobre del 2021 è passato in prestito al Bradford PA dove ha giocato in National League North fino a gennaio, quando è stato richiamato alla base. Il 31 gennaio 2023 è stato ceduto nuovamente in prestito, questa volta al Beerschot VA in Challenger Pro League.
Il 23 febbraio 2024 ha firmato un biennale con il Toronto FC.

### Nazionale
Ha giocato nella nazionale giovanile francese Under-18.

## Statistiche

### Presenze e reti nei club
Statistiche aggiornate al 9 marzo 2025.
| Stagione            | Squadra         | Campionato      | Campionato | Campionato | Coppe nazionali | Coppe nazionali | Coppe nazionali | Coppe continentali | Coppe continentali | Coppe continentali | Altre coppe | Altre coppe | Altre coppe | Totale | Totale | Totale |
| Stagione            | Squadra         | Comp            | Pres       | Reti       | Comp            | Pres            | Reti            | Comp               | Pres               | Reti               | Comp        | Pres        | Reti        | Pres   | Reti   |        |
| ------------------- | --------------- | --------------- | ---------- | ---------- | --------------- | --------------- | --------------- | ------------------ | ------------------ | ------------------ | ----------- | ----------- | ----------- | ------ | ------ | ------ |
| ott. 2021-gen. 2022 | Bradford PA     | NLN             | 7          | 0          | FACup           | 0               | 0               | -                  | -                  | -                  | FAT         | 1           | 0           | 8      | 0      |        |
| gen.-giu. 2023      | Beerschot VA    | CPL             | 1          | 0          | CB              | 0               | 0               | -                  | -                  | -                  | -           | -           | -           | 1      | 0      |        |
| 2024                | Toronto FC      | MLS             | 24         | 0          | CC              | 4               | 0               | -                  | -                  | -                  | LC          | 2           | 0           | 30     | 0      |        |
| 2025                | Toronto FC      | MLS             | 1          | 0          | CC              | 0               | 0               | -                  | -                  | -                  | -           | -           | -           | 1      | 0      |        |
| Totale carriera     | Totale carriera | Totale carriera | 33         | 0          |                 | 4               | 0               |                    | -                  | -                  |             | 3           | 0           | 40     | 0      |        |